# L'ombra di Anubi
L'ombra di Anubi (Murder in the Place of Anubis) è un romanzo giallo storico scritto da Lynda Suzanne Robinson, ed è il primo romanzo della serie incentrata sulle indagini del principe Meren (Le indagini del principe Meren alla corte di Tutankhamon), ambientato nell'anno quinto del regno di Tutankhamon.
È stato pubblicato negli Stati Uniti nel 1994 e tradotto in italiano nel 2002.

## Trama
Nel tempio della Dimora di Anubi, mentre ispezionano una mummia da imbalsamare, il sacerdote Raneb e il collega Pashed scoprono un altro corpo estraneo alla procedura: il cadavere appartiene allo scriba Hormin, trafitto alla gola da un coltello d'imbalsamazione in ossidiana. Venuto a sapere del fatto, il giovanissimo Faraone Tutankhamon ordina al suo fido principe Meren di recarsi alla Dimora di Anubi dove già si trova il di lui figlio adottivo Kysen. I due vengono a sapere che lo scriba sarebbe morto di recente, il gonnellino è bagnato di un unguento speciale, e sul corpo sono presenti alcuni oggetti importanti per la mummificazione, tra i quali un amuleto del cuore.
Uscito dalla Dimora, Meren ode delle urla provenienti da una casa: in essa, una prostituta di nome Beltis litiga violentemente con Selket, moglie di Hormin, e i figli Imsety e Djaper. Il principe viene a sapere che Beltis, brava soltanto ad apparire bella e sedurre altri uomini, è la concubina dello scriba, e la notte prima della morte di quest'ultimo avrebbe rubato una collana dal suo ufficio, furto di cui Beltis accusa a sua volta Djaper e Imsety; Djaper afferma che lui e il fratello avevano litigato col padre perché lui non voleva rinunciare ai suoi beni, neanche la fattoria che Imsety avrebbe ereditato da lui, nonostante l'eloquenza del figlio maggiore. Meren viene poi a sapere dei pessimi rapporti di Hormin non solo con la famiglia, ma anche con i suoi colleghi, tra cui Bakwerner, quello con cui litigava più spesso e violentemente. Più tardi, lo stesso Bakwerner, sorvegliato da alcuni aurighi di Meren, tenta invano di avvertire Selket dei pericoli che circondano lei e la sua famiglia; rimasto solo, viene attirato in un vico e ucciso a colpi di ostrakon.
Il giorno dopo, Meren ordina a Kysen di seguire una carovana che lo porta al suo villaggio natale degli operai, dove vivono il padre biologico Pawero, ormai vecchio e sdentato, e i fratelli Ramose ed Hesire. Kysen fa la conoscenza dello scriba del villaggio Thesh e di sua moglie Yem, del pittore Useramun, nuovo marito di Beltis, attraente ma arrogante, e dello scultore Woser, il padre della prostituta, magro, malaticcio e senza il becco di un quattrino. Meren raggiunge invece Imsety che stava vendendo a un orafo la stessa collana trafugata dall'ufficio di Hormin: il ragazzo confessa che suo fratello Djaper aveva escogitato un falso furto, tramite il quale i due fratelli avrebbero trafugato nello studio del padre per poi vendere una parte del bottino, in modo che Imsety, se non poteva avere la fattoria dal padre, ne avrebbe comunque avuto una tutta sua. Effettivamente, nel suo testamento, Hormin avrebbe ceduto i suoi beni a virtualmente tutti i membri della Casa della Vita, tra cui Ahmose, ex-maestro di Meren, mentre ai suoi parenti non avrebbe lasciato nulla.
Constatato ormai che i figli di Hormin sono dei ladri e la loro madre è complice, il giorno dopo ancora Meren va a interrogarli di nuovo, ma giunto in casa loro vede Djaper in camera sua, agonizzante per via di un veleno, e fa quindi sorvegliare Selkis e Imsety dai suoi aurighi. Tornato a casa, Meren riceve Raneb, a cui aveva in precedenza incaricato personalmente di investigare sul profumo che impregnava il gonnellino di Hormin e sull'amuleto del cuore: questi gli spiega che l'unguento usato è il qeres, un composto di resine dolci e mirra, esclusivo per i nobili e i principi e situato nel palazzo del Faraone; in sintesi, Hormin avrebbe trafugato una porzione di quell'unguento da qualche nobile o addirittura dal palazzo del Faraone per tentare invano di far contenta la sua amante Beltis. Venuto a sapere del fatto, il Faraone sospetta tra l'altro che la moglie Ankhesenamun sia in qualche modo coinvolta (nutriva infatti dei sospetti contro di lei poiché ella, prima dell'inizio del libro, aveva tentato di sostituirlo con un principe ittita), e dunque incarica Meren di interrogare Bakef, il mastro profumiere del re, riguardo all'unguento. Dopo aver parlato anche con un suo conoscente sull'amuleto del cuore e sul qeres, Meren scopre però che Imsety e Selket se ne sono andati per seguire Beltis, la quale si sarebbe diretta verso la tomba destinata a Hormin.
Kysen, ancora al villaggio, convince Thesh a seguirlo per trovare lo scultore Woser, e lo trovano in compagnia di Beltis, grazie alla quale lo scultore sembra migliorato dalla sua malattia. Decide dunque di spiare di nuovo Woser, dopo aver saputo dai propri fratelli Hesire e Ramose di un sarcofago e un tesoro nella tomba di Hormin, che in realtà sarebbe quella di un altro principe; lo affiancano nell'indagine Thesh e Useramun, dichiaratisi innocenti. Quella stessa notte, Kysen trova Useramun privo di sensi per via di una sassata in testa, lo risveglia e lo convince a seguirlo; ma arrivato al sarcofago della tomba, viene anche lui colpito alla testa e tramortito. Intanto Meren, dopo aver ripreso Imsety e Selket, raggiunge con loro il villaggio degli operai, dove interroga i due figli di Pawero, e obbliga poi Thesh a condurlo nella tomba di Hormin. Giunto alla tomba, Meren trova Beltis e colui che si rivela essere Woser; ne segue dunque una lotta nella quale il principe riesce a fermare e uccidere lo scultore e a catturare la figlia Beltis.
Dopo che Kysen viene curato, il giorno dopo padre e figlio interrogano la prostituta, la quale afferma che Woser aveva pianificato tutto tempo prima della morte di Hormin: stando a lei, lo scriba aveva infatti incaricato Woser di uccidere un cavatore, sfracellato al suolo alcuni giorni prima, perché non si fidava di lui e non voleva comunque dividere il bottino con lui, nonostante le suppliche di Beltis. Vi è però il problema della prostituta che oltre a Hormin ha sedotto anche Useramun, Thesh e Woser: Hormin era ricco ma non bello, Thesh e Useramun erano attraenti ma non ricchi, mentre Woser non era nessuno dei due e non poteva diventare bello, ma poteva diventare ricco. Kysen aveva deciso di sorvegliare Beltis, trovando strano che quest'ultima fosse stata sollecita a un uomo incapace di bellezza, e, origliando i dialoghi tra lei e Woser, ha saputo che saccheggiare la tomba è stata idea della prostituta. Hormin aveva promesso parte delle sue ricchezze a Beltis, la quale non voleva permettere a nulla di farla desistere, neanche la morte di Hormin, e dunque aveva costretto Woser ad aiutarlo nel sacco. Troppo spaventato per mentire, Woser era terrorizzato dagli spiriti e dai demoni, tanto che per giorni era stato incapace di alzarsi da letto, soprattutto dopo la colluttazione con Hormin alla Dimora di Anubi. Quindi soltanto Hormin sarebbe stato ucciso da Woser, il quale invece non sapeva che Bakwerner o Djaper, le altre due vittime, sarebbe divenuto una minaccia per lui. Restava quindi Beltis, che sapeva che Bakwerner era andato a casa di Hormin e aveva minacciato di rivelare tutto quanto sapeva; sebbene questi non avesse parlato della tomba, Beltis l'aveva comunque ucciso, nell'eventualità che avesse davvero scoperto qualcosa. Woser non sapeva neanche che Djaper aveva compreso il significato della collana trafugata dall'ufficio di Hormin: non era danneggiata, ma incompleta, perché destinata a una tomba, e dunque aveva ricostruito tutto l'accaduto. Per proteggere il segreto della tomba del principe, Beltis avrebbe dunque ucciso Bakwerner, avvelenato Djaper e cercato di uccidere anche Kysen. Nella tomba della quale Hormin voleva appropriarsene, erano presenti solo Woser e lo stesso cavatore di prima; lo scultore voleva richiudere subito il varco che si era aperto su di essa, ma Hormin lo aveva persuaso che per saccheggiarla senza problemi sarebbe bastata una protezione magica, motivo per cui i due iniziarono a rubare degli amuleti magici, il che spiega la presenza dell'amuleto a forma di cuore sulla salma trovata da Raneb a inizio libro. Poco dopo, Hormin avrebbe regalato a Beltis la stessa collana per cercare di farla contenta, ma al suo rifiuto lo scriba optò per l'unguento che ella ammirava. Hormin avrebbe ordinato a Woser di rubare anche degli anelli d'oro, ma questi non l'aveva fatto per paura che il defunto lo avrebbe perseguitato. Questo mancato furto avrebbe generato un alterco tra Hormin e Woser, anche perché il primo, per proteggersi e allontanare da sé la collera degli dei e del defunto, aveva persino scritto una lettera che avrebbe indicato il secondo come il profanatore; reso folle dalla paura, Woser uccise quindi lo scriba.
Il mistero è finalmente risolto, e Meren riceve le congratulazioni dal Faraone Tutankhamon, ma all'improvviso vede Teti, il servo libico del Faraone, sul punto di dargli proprio il qeres; allarmato, il principe ferma il servo e gli fa notare che l'unguento proviene dal tesoro del dio, ovvero Amon, e che ora sarebbe persino avvelenato. Si incarica dunque di far esaminare l'unguento per appurare se sia avvelenato, e verificare se vi siano realmente delle tracce che portano ad Ankhesenamun, o se vi è comunque un intrigo che minaccia la sua persona o il suo regno.

## Personaggi
- Meren: protagonista della serie al servizio di Tutankhamon, che lo ha nominato principe con il titolo di "Occhi e Orecchie del Faraone". Ha 34 anni. All'età di diciotto anni, egli fu fatto torturare dal Faraone Akhenaten (nella serie di Robinson è fratello di Tutankhamon), soltanto perché suo padre non volle rinnegare il suo tradizionale monoteismo e seguire la fede di Aton. Mentre il padre venne per questo ucciso, Meren fu invece risparmiato, a patto che fosse marchiato sul polso con il disco solare di Aton. Meren fu subito affidato ad Ay, ora l'anziano visir del Faraone, che da quel momento divenne suo amico. Ha avuto una moglie, Sir-Hathor, morta prima degli eventi della serie letteraria.
- Kysen: figlio adottivo di Meren, il cui rispetto e amore è reciproco, già in questo primo libro è costretto a fare visita al suo vero padre naturale, Pawero. In passato, Pawero ebbe un carattere molto violento nei confronti di Kysen, al punto da costringerlo a lasciare nel suo villaggio, prima che conoscesse Meren. Fu proprio perché lasciò il villaggio che Pawero decise di venderlo come schiavo, ma fu proprio quello a permettergli di venire adottato da Meren.
- Tutankhamon: giovanissimo Faraone d'Egitto, poco più che ragazzino, vive il suo quinto anno di regno fin dal primo libro. Desidera semplicemente partire alla testa del suo esercito, fuori da ogni intrigo e inganno che lo circonda, anche se Meren, da lui considerato suo amico, gli sconsiglia di mettere a repentaglio la sua giovane vita. Non si fida della moglie Ankhesenamun, in quanto tempo fa essa organizzò un complotto per deporre Tutankhamon, colpevole di aver ripristinato l'antico culto degli dei, e sostituirlo con un principe ittita.
- Hormin: la vittima principale del libro, era uno scriba odiato da tutti coloro che l'hanno conosciuto, a maggior ragione dalla sua stessa famiglia.
- Raneb: sacerdote del tempio di Anubi. È lui, insieme al suo assistente, a scoprire il cadavere dello scriba Hormin.
- Remi: figlio di Kysen, è un bambino molto piccolo, affidato principalmente alle cure di Taweret, sua ex-moglie, e di Mutemwia.
- Taweret: ex-moglie di Kysen, da cui è divorziata, e madre di Remi.
- Mutemwia: balia di Remi, sembra solita torturare Kysen, almeno stando al primo romanzo.
- Selket: moglie di hormin, ora vedova. Lei e i suoi due figli maschi hanno accolto la prostituta Beltis, che si è anche rivelata una ladra.
- Djaper: il secondogenito di Hormin, è uno scriba ventenne, rapido come il leopardo e con la lingua di un cortigiano, che gli conferiscono un grande prestigio.
- Imsety: il primogenito di Hormin, sarebbe stato l'unico a ereditare il campo del padre, in quanto formidabile agricoltore. È però goffo con le parole, ed è anche molto codardo.
- Useramun: mastro pittore, ma è anche indecente e adulatore.
- Beltis: è una prostituta, e la concubina di Hormin. È riassunta da Selket, la moglie di Hormin, coma una "parassita della società", in quanto pensa solo a rubare, occuparsi di sé stessa e corteggiare altri uomini. Suo padre è lo scultore Woser.
- Woser: il padre di Beltis è uno scultore povero, magro e gravemente malato, e sarà un altro dei principali sospettati.
- Bakwerner: ex-collega di Hormin e scriba reale, è stato anche suo acerrimo rivale, tanto che i due si sono persino litigati violentemente tra di loro, e anche molto spesso.
- Pawero: padre biologico di Kysen, ora vecchio e avvizzito. Vive nel suo villaggio con i figli Ramose ed Hesire.
- Ahmose: anziano ex-maestro di Meren, che chiama sempre "ragazzo". Djaper è il suo nuovo allievo preferito.
- Thesh: scriba al servizio del villaggio dove vive Pawero, è sposato con Yemyemwha, chiamata Yem.
- Abu: capitano degli aurighi al servizio di Meren. Fa la sua prima apparizione in questo romanzo, e seppur sia un personaggio minore, lo aiuta comunque nelle sue avventure.
- Bakef: maestro profumiere del re, Meren si rivolge a lui per saperne di più sul qeres.
- Ebana: cugino di Meren e sacerdote di Amon, è in forte attrito con il protagonista: nella stessa notte in cui Meren fu torturato e poi liberato, Ebana sfuggì a un tentativo di assassino (come testimonia la cicatrice che porta sul suo volto), ma la moglie e il figlio persero invece la vita. Accusa Meren di non averlo saputo avvertire nonostante la fiducia che nutriva in lui, e ignorando le circostanze in cui si trovava Meren. Apparirà anche nel secondo romanzo della serie.

## Edizioni
- Lynda S. Robinson, L'ombra di Anubi, traduzione di Alessandro Zabini, n. 975, TEA DUE, Milano, TEA, 24 maggio 2002,  p. 215, ISBN 978-88-502-0188-4.
- Lynda S. Robinson, L'ombra di Anubi, collana I grandi detective, traduzione di Alessandro Zabini, Milano, TEA, 2005,  p. 215, ISBN 978-88-502-0882-1.
- Lynda S. Robinson, L'ombra di Anubi, collana Enigma: I romanzi storici tra giallo e mistero, traduzione di Alessandro Zabini, vol. 1, Fabbri Centauria, 2014,  p. 215.